# Mitsunori Fujiguchi
Mitsunori Fujiguchi (jap. 藤口 光紀, Fujiguchi Mitsunori; * 17. August 1949 in Kasukawa (heute: Maebashi), Präfektur Gunma) ist ein ehemaliger japanischer Fußballspieler.

## Nationalmannschaft
1972 debütierte Fujiguchi für die japanische Fußballnationalmannschaft. Fujiguchi bestritt 26 Länderspiele und erzielte dabei zwei Tore.

## Errungene Titel
- Japan Soccer League: 1978, 1982
- Kaiserpokal: 1978, 1980

## Persönliche Auszeichnungen
- Japan Soccer League Best Eleven: 1974, 1975, 1978